# Черновол, Михаил Иванович
Михаил Иванович Черновол (укр. Михайло Іванович Черновол; род. 25 мая 1950, с. Великая Виска, Кировоградская область) — украинский учёный, доктор технических наук, профессор, академик Национальной академии аграрных наук Украины, академик Инженерной академии наук Украины, Заслуженный деятель науки и техники Украины. Ректор Центральноукраинского национального технического университета. Награждён орденом «За заслуги» ІІ степени.
С 15 июля 2003 года по 5 марта 2004-го — занимал должность главы Кировоградской областной государственной администрации.
15 октября 2020 года избран академиком Национальной академии аграрных наук Украины.

## Избранные труды
- Комбинированные металлополимерные материалы и покрытия. — К.: Техника, 1983. — 169 с.
- Повышение качества восстановления деталей машин. — К. Техника, 1989. — 169 с.
- Упрочнение и восстановление деталей машин композиционными покрытиями. — К.: Высшая школа, 1992.
- Шестеренные насосы с асимметричной линией зацепления шестерен. Теория, конструкция, расчет. — Кировоград: Код, 2009. — 257 с.